# إيدر ميرينو كورتازار
إيدر ميرينو كورتازار (بالإسبانية: Eider Merino) (و. 1994  م) هي دراجة إسبانية، ولدت في بالماسيدا.

## سجل الفوز

### سباقات أو مراحل فاز بها
| التاريخ        | السباق                                                             | المركز                   |
| -------------- | ------------------------------------------------------------------ | ------------------------ |
| 15 يونيو 2014  | طواف الباسك للسيدات 2014                                           | الأول في تصنيف أفضل شاب  |
| 29 مايو 2015   | لا كلاسيك موربيهان 2015                                            | الثالث في التصنيف العام  |
| 01 يناير 2016  | فويلتا بورجوس للسيدات 2016                                         |                          |
| 10 يوليو 2016  | طواف إيطاليا للسيدات 2016                                          | السادس في تصنيف أفضل شاب |
| 06 سبتمبر 2016 | 2016 تور دي آرديش للسيدات                                          | الثامن في التصنيف العام  |
| 01 يناير 2017  | فويلتا بورجوس للسيدات 2017                                         | الفائز في التصنيف العام  |
| 16 مايو 2017   | 2017 Durango-Durango Emakumeen Saria                               | الثالث في التصنيف العام  |
| 21 مايو 2017   | طواف الباسك للسيدات 2017                                           | الرابع في التصنيف العام  |
| 26 مايو 2017   | لا كلاسيك موربيهان 2017                                            | العاشر في التصنيف العام  |
| 17 مايو 2018   | 2018 Durango-Durango Emakumeen Saria                               | التاسع في التصنيف العام  |
| 25 مايو 2018   | لا كلاسيك موربيهان 2018                                            | الثامن في التصنيف العام  |
| 22 يونيو 2018  | سباق الطريق ضد الساعة للسيدات في بطولة إسبانيا لسباق الدراجات 2018 |                          |
| 23 يونيو 2018  | سباق الطريق للسيدات في بطولة إسبانيا لسباق الدراجات 2018           | الفائز في التصنيف العام  |
| 22 أغسطس 2020  | سباق الطريق للسيدات في بطولة إسبانيا 2020                          |                          |

## روابط خارجية
- إيدر ميرينو كورتازار على موقع الاتحاد الدولي للدراجات (الإنجليزية)
- إيدر ميرينو كورتازار على موقع أرشيف الدراجات (الإنجليزية)
- إيدر ميرينو كورتازار على موقع إحصائيات الدراجات الإحترافية (الإنجليزية)
- إيدر ميرينو كورتازار على موقع نسبة الدراجات (الإنجليزية)
- إيدر ميرينو كورتازار على موقع CycleBase (الإنجليزية)